# Un seul amour
Pour plus de détails, voir Fiche technique et Distribution.
Un seul amour est un film français réalisé par Pierre Blanchar et sorti en 1943.
Même si les noms des personnages sont changés (à l’exception de celui de la servante Rosalie), le dernier tiers du film est adapté de la nouvelle La Grande Bretèche (1831), tirée de La Comédie humaine, d'Honoré de Balzac (sans citer la nouvelle, le générique porte la mention suivante : « D’après une situation d’H. de Balzac »). En préambule, le scénario de Bernard Zimmer met d’abord au premier plan Gontran de La Tournelle, un nobliau bavard qui se croit historien et s’apprête à publier une biographie de la grand-tante de son épouse.

## Synopsis
Très libre adaptation de la nouvelle de Balzac, La Grande Bretèche et d'une autre nouvelle qui lui était associée à l'origine, Le Message.
Un jeune couple vivant au début de la Troisième République découvre que Clara, grand-tante de l'épouse et ancienne danseuse de ballet renommée d'origine italienne, avait dans les années 1820, par une disposition testamentaire, légué son château à sa descendance cinquante ans après son décès.
Le mari de l'héritière, Gontran de La Tournelle, bourgeois maniéré, persuadé de tout savoir sur le domaine qu'il reçoit en héritage après avoir publié un livre documenté découvre alors peu à peu, avec son épouse, notamment grâce à deux lettres, l'existence d'un amant anglais de Clara, James, dont la relation était antérieure à celle avec Gérard en 1815.
Pour prendre possession du bien qui leur revient de droit, le couple va alors chez le notaire . Celui-ci les mène chez Rosalie, l'ancienne servante de Clara désormais âgée de 78 ans, et Xavier, son fils un peu simplet et superstitieux, qui les accueillent froidement et n'acceptent qu'avec réticence de leur faire visiter le château envahi par la végétation.
Lorsque le couple découvre une issue murée, Gontran ordonne à Xavier de détruire le mur avec une pioche. Ils découvrent alors avec effroi que dans cette petite pièce gisait un squelette portant une bague correspondant au sceau de l'amant anglais retrouvé sur les lettres.
Menacée d'être poursuivie pour complicité de meurtre, malgré la prescription supposée, la vieille servante Rosalie leur révèle alors le déroulement de l'affaire. Un jour, des années après leur dernier rendez-vous, James, l'amant anglais de Sophie, revient à l'improviste au château sous un faux nom afin de rendre à Sophie les lettres qu'elle lui avait envoyées, moyennant une somme destinée à rendre sa situation financière plus tenable. Alors que Sophie presse James d'accepter le plus diligemment possible une forte somme d'argent en échange de son départ, son mari Gérard, revenu plus tôt que prévu d'une promenade à cheval en raison du mauvais temps, ne tarde pas à démasquer la supercherie. Après avoir fait jurer à sa femme sur un crucifix d'ivoire janséniste qu'il n'y avait personne dans le cabinet, il somme Casimir, le futur père de Xavier, de condamner l'issue du cabinet en le cimentant et le tient, lui et Rosalie, au silence en l'échange de nombreux avantages pécuniaires.
Peu de temps après le meurtre, Gérard meurt des suites d'une balle perdue à une chasse, bientôt suivi par son épouse Clara, morte de chagrin et de désespoir.
Le film se termine avec la fin de la révélation de la servante Rosalie.

## Fiche technique
- Titre français : Un seul amour
- Réalisation : Pierre Blanchar
  - Assistante réalisation : Roger Mercanton[1]
- Scénario, adaptation et dialogues : Bernard Zimmer, d'après la nouvelle La Grande Bretèche (1831) d'Honoré de Balzac[1]
- Musique : Arthur Honegger
- Décors : Lucien Carré (exécution)[1] et Serge Pimenoff (maquettes)[1]
- Costumes : Annet[1]
- Photographie : Christian Matras[1]
- Son : Jean Rieul
- Montage : Mme Hiollet[1]
- Maquillage : Carmen Brel[1]
- Production : Georges Legrand
- Société de production : Gaumont[1]
- Format : noir et blanc – 35 mm – 1,37:1 – son mono
- Pays de production :  France
- Langue originale : français
- Genre : drame
- Durée : 101 minutes
- Date de sortie :
  - France : 25 novembre 1943
- Affiches : Jacques Fourastié, Roger Rojac (France)

## Distribution
- Pierre Blanchar : Gérard de Clergue
- Micheline Presle : Clara Biondi
- Julien Bertheau : James de Poulay
- Gaby Andreu : Sophie de La Tournelle
- Robert Vattier : Gontran de La Tournelle
- Jacques Louvigny : maître Goze, le notaire
- Gabrielle Fontan : Rosalie âgée
- Geneviève Morel : Rosalie jeune
- Henri Coutet : Casimir, le mari de Rosalie / Xavier, le fils de Rosalie
- Pierre Ferval : le clerc du notaire
- Maurice Schutz : le père du notaire
- Georges Douking : le père de Clara
- Jean Périer : Talleyrand
- Roger Karl : le marquis de La Noue
- Edmond Beauchamp : Gardel, le vendeur des deux lettres ayant appartenu à Carla
- René Stern : l'expert en peinture
- Henry Richard : le directeur de l'Opéra en 1870
- Roger Vincent : le directeur de l'Opéra en 1820
- Ginette Baudin : Guita Horner, une danseuse
- Charlotte Ecard : Amélie, l'habilleuse de Clara
- Maria Fromet : la religieuse
- Rivers Cadet (non crédité) : l'hôtelier
- Nathalie Nattier (non créditée)

## Production
Le tournage débute le 25 juin 1943 à Vendôme (Loir-et-Cher) et le 5 juillet aux studios des Buttes-Chaumont (Paris).